# کیریواناودا
کیریواناودا (به لاتین: Kiriwanagoda) یک منطقهٔ مسکونی در سری‌لانکا است که در استان مرکزی (سری‌لانکا) واقع شده‌است.